# Ojai
Ojai è un centro abitato (City) degli Stati Uniti d'America, situato nella contea di Ventura dello Stato della California. Nel censimento del 2000 la popolazione era di 7.862 abitanti. A Ojai abitò negli ultimi anni della sua vita l'attrice June Allyson, che vi morì l'8 luglio 2006.

## Geografia fisica
Ojai si trova ad est di Santa Barbara e a nord di Ventura.
Secondo i rilevamenti dell'United States Census Bureau, Ojai si estende su una superficie di 11,5 km².

## Origini del nome
Il toponimo Ojai deriva da un termine che, nella lingua dei Chumash (i primi abitanti che si insediarono nella valle dove sorge la città) significa "valle della luna".

## Monumenti e luoghi d'interesse

### Architetture civili

#### Municipio di Ojai
Il municipio di Ojai risale al 1907 e in origine era una residenza privata, di proprietà della famiglia Hobson.

## Ojai nei mezzi di comunicazione di massa
- Ojai è la città di residenza dei personaggi Jamie Sommers e Steve Austin, rispettivamente delle serie TV La donna bionica (1976) e L'uomo da sei milioni di dollari (1973).
- Nella serie tv Brothers & Sisters Ojai Foods è il nome dell'azienda di famiglia dato che il patriarca di casa Walker e fondatore dell'azienda era nato e cresciuto lì.
- Vi si svolge la parte finale del romanzo I segreti di Nicholas Flamel, l'immortale - L'alchimista.
- Nel film Easy Girl la protagonista Olive (Emma Stone) e i compagni di scuola frequentano la Ojai North High School.